# Alex Drum Hawkes
Alex Drum Hawkes ( 1927 - 1977 ) fue un botánico y pteridólogo inglés.

## Algunas publicaciones

### Libros
- 1974.  Wild flowers of Jamaica. Ed. Collins. Londres. 96 pp. ISBN 0003900347

- 1974.b Illustrated plants of Jamaica. 48 pp.

- 1965.a  Encyclopaedia of cultivated orchids, an illustrated descriptive manual of the members of the Orchidaceae currently in cultivation. Ed. Faber. 601 pp.

- 1965.b Guide to Plants of the Everglades National Park. Editor Tropic Isle Publ. 50 pp.

- 1961.  Orchids, their botany and culture. Ed. Owen. 297 pp.

- 1950. The major kinds of palms. Botanical papers, Fairchild Tropical Garden. 86 pp.

- La abreviatura «A.D.Hawkes» se emplea para indicar a Alex Drum Hawkes como autoridad en la descripción y clasificación científica de los vegetales.[1]